# Pentraxine
Pentraxine sind entweder Proteine der Immunabwehr oder zu diesen homologe Proteine. Unterschieden werden kurze und lange Pentraxine. Ihre Funktion ist sehr unterschiedlich. Gemeinsames Merkmal ist eine Zusammensetzung aus je 5 gleichen Protomeren, die kurzen Pentraxine sind zueinander und zu den C-terminalen Proteinhälften der langen Pentraxine homolog.

## Kurze Pentraxine
- CRP = C-reaktives Protein
- SAP = Serum Amyloid P[1]

## Lange Pentraxine
- PTX3
- Apexin
- XL-PXN1 (XL= Xenopus laevis, ein Frosch)
- NPTX1 = neuronal pentraxin np1
- NPTX2 = neuronal pentraxin np2 = NARP[2]
- NPR = neuronal pentraxin receptor